# Batman: Il lungo Halloween
Batman: Il lungo Halloween (Batman: The Long Halloween) è una miniserie a fumetti di tredici numeri dedicata all'omonimo personaggio, scritta da Jeph Loeb, disegnata da Tim Sale e pubblicata dalla DC Comics tra l'ottobre del 1996 e l'ottobre del 1997.
Ambientata durante il primo anno di attività del supereroe, La lunga notte di Halloween narra la ricerca del misterioso assassino Festa, così chiamato per la particolarità di uccidere soltanto durante le festività, da parte di Batman, James Gordon e Harvey Dent. La storia affronta anche gli eventi che hanno portato alla nascita di Due Facce e la lotta di Batman contro il crimine organizzato che attanaglia la città di Gotham City. Le vicende raccontate nella saga vennero successivamente riprese in Batman: Vittoria oscura e Catwoman: Vacanze romane (Catwoman: When in Rome), entrambi ad opera di Loeb e Sale.
Jeph Loeb dichiarò che parte della trama nacque da uno spunto datogli dal collega Mark Waid, il quale, quando scoprì che Loeb stava lavorando a una storia ambientata nel primo anno di vita del supereroe, gli suggerì di concentrarsi sul personaggio di Harvey Dent prima che diventasse Due Facce, un aspetto che non era stato toccato dall'originale Batman: Anno uno.

## Trama
(Enigmista)
Il boss mafioso Carmine "Il Romano" Falcone e la sua famiglia tengono in pugno le sorti di Gotham City. L'organizzazione criminale di Falcone sta però cercando delle attività con le quali riciclare le ingenti somme di denaro sporco accumulatosi nelle loro casse. Puntando a stringere accordi con la Gotham City Bank, egli invita Bruce Wayne alla festa di matrimonio di Johnny Viti, nipote di Falcone, e casualmente vi incontra Selina Kyle. Come Batman, Wayne torna nella villa di Falcone, trovandovi anche Catwoman. I due fuggono e Batman consegna un registro del boss a James Gordon e Harvey Dent: i tre stringono un patto di collaborazione al fine di incastrare Falcone. Wayne si sostituisce a Richard Daniel, direttore delle sue banche favorevole a stringere affari con la famiglia Falcone. La notte di Halloween, Daniel viene assassinato per strada da Viti, il quale viene poi trovato morto in una vasca da bagno, ucciso da due colpi di una calibro 22 non identificata.
Quella stessa sera, grazie all'aiuto di Catwoman, Dent e Batman trovano uno dei magazzini in cui il Romano ammassa il denaro non ancora "ripulito" e gli danno fuoco. Dent torna poi a casa dalla moglie Gilda e la sua villetta esplode, riuscendo fortunatamente a salvarsi; la moglie invece è costretta a recarsi in ospedale. Nel corso dei mesi successivi, diversi membri del clan dei Falcone vengono assassinati e appare chiaro che dietro a questi crimini vi è un solo killer, soprannominato dalla stampa "Festa", per la particolarità di compiere i delitti durante una ricorrenza. Festa, inoltre, utilizza sempre una calibro 22 e una tettarella come silenziatore.
La sera di Capodanno, durante una festa organizzata da Falcone sul suo yacht, il figlio Alberto viene ucciso da Festa. A casa Dent, nel frattempo, Harvey e Gilda festeggiano l'anno nuovo con Gordon e la moglie Barbara. Gilda confessa a Barbara il desiderio di avere un bambino, ma crede sia una causa persa a causa dell'enorme mole di lavoro del marito.
Il giorno di san Valentino, Dent, che ha scoperto un collegamento tra Wayne e i Falcone, si presenta insieme a Gordon a casa di Wayne, ma lui è altrove con Selina; passeggiando per la città, la donna gli regala una rosa e inavvertitamente Bruce si punge. Tornato a casa, Bruce trova Poison Ivy ad aspettarlo, che ha soggiogato la volontà dell'uomo attraverso un veleno contenuto nel fiore. Wayne dà il via libera alle sue banche per trattare con Falcone, ma Catwoman interviene, neutralizzando Ivy e facendo tornare in sé il miliardario. L'accaduto getta comunque una cattiva luce su Wayne, con Gordon che, a questo punto, ha un motivo in più per portare l'uomo in tribunale.
Mentre Batman interroga Julian Day, l'Uomo Calendario, ad Arkham, Spaventapasseri evade: Batman lo insegue e subisce l'effetto delle sue tossine, scappando poi spaventato e disorientato, come Bruce Wayne, fino alla tomba di famiglia, dove Gordon lo arresta per i suoi sospetti legami con Falcone. In tribunale, Alfred Pennyworth rivela come una volta Thomas Wayne abbia curato Carmine Falcone in fin di vita, di nascosto e senza chiedere nulla in cambio. Wayne è scagionato, ma la fiducia riposta in Dent inizia a vacillare. Sal Maroni intanto, a colloquio con il padre Luigi, ora in ritiro, assiste impotente al suo omicidio, ancora per opera di Festa. Maroni vuole collaborare per incastrare Falcone, prima che questi possa eliminarlo: si reca così da Dent per stringere un accordo.
Durante il Giorno dell'Indipendenza, il coroner viene ucciso da Festa, proprio mentre Dent informa Batman che Sal Maroni è pronto a testimoniare. Nel frattempo, Sofia Falcone, figlia del defunto boss, fa visita alla cella di Maroni, ricordandogli che, eliminato Dent, nessuno cercherà più di incastrarli. Il giorno del processo a Maroni, Gilda trova una calibro 22 in cantina, ma Dent afferma che è solo una prova che si era portato a casa e si reca in tribunale. Durante il processo contro il boss, Maroni finge un colpo di tosse per non rispondere alle domande e lancia dell'acido sul viso di Dent. Ricoverato in ospedale, Dent scappa, e nel frattempo Festa uccide Carla Viti, sorella del boss Falcone, la quale stava rubando i dossier sul misterioso killer negli uffici del coroner.
Dopo un mese, Dent non è ancora uscito allo scoperto, Maroni è stato arrestato e Gordon è ormai convinto che Harvey sia Festa. Batman chiede il parere di Julian Day, che ammette di non sapere dove trovare Dent, ma ricorda all'eroe che a breve sarà il Labor Day e Festa potrebbe colpire Maroni. La previsione si rivela vera quando Festa spara al prigioniero durante il suo trasferimento. Il killer minaccia anche Gordon, ma Batman, mascherato come una guardia, sventa il piano del criminale, che si rivela essere Alberto Falcone, figlio creduto morto del boss mafioso. Alberto Falcone confessa di essere Festa e di aver assassinato il coroner, poiché sapeva che aveva inscenato la sua morte, e Carla Viti, che stava frugando tra gli schedari delle autopsie. Il padre Carmine è furioso poiché Alberto ha fatto tutto ciò per prenderne il posto; quella sera Dent, ormai diventato Due Facce, irrompe a casa sua con Joker, Spaventapasseri, Catwoman, Poison Ivy, Solomon Grundy, Cappellaio Matto e Pinguino. Batman interviene neutralizzando gli intrusi, ma Harvey uccide Falcone. In seguito Due Facce rintraccia ed uccide il suo assistente corrotto Vernon Fields, che aveva procurato a Maroni la bottiglietta d'acido e si fa infine arrestare da Gordon, affermando che è stata fatta giustizia e che i Festa erano in realtà due. Batman lo interpreta come se Dent si fosse trasformato anche lui in Festa, quindi al pari di Alberto Falcone.
La vigilia di Natale, Gilda sta impacchettando le sue cose per trasferirsi lontano da Gotham, ma prima di partire prende uno scatolone e getta il suo contenuto in una fornace: una pistola calibro 22, una tettarella, un cappotto e un impermeabile. Poi, parlando tra sé, rivela che è lei Festa e che Harvey aveva commesso tutti i delitti da quello di Falcone in poi, avendo avuto la stessa idea della moglie. Gilda aveva intrapreso questa missione per poter allentare la presa dei Falcone su Gotham, in modo da lasciare a Harvey e a lei stessa il tempo per costruirsi una famiglia e avere un figlio. Gettando le ultime cose tra il fuoco, afferma che Alberto sta mentendo e spera che il marito possa essere curato, perché crede in Harvey Dent.

## Realizzazione

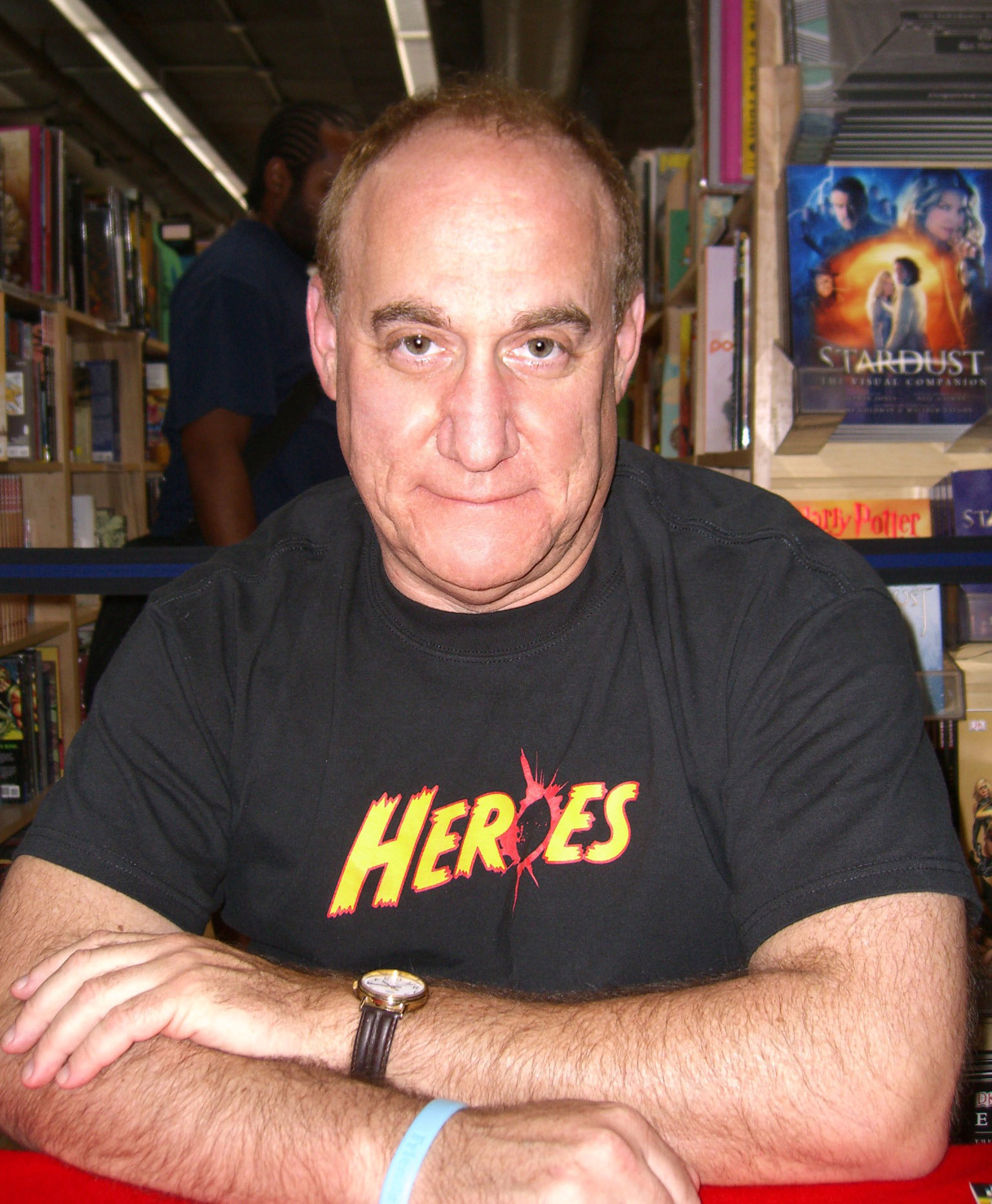
Jeph Loeb nel 2007

Nell'estate del 1996 Jeph Loeb e Tim Sale avevano appena completato il terzo speciale di Halloween dedicato a Batman all'interno della serie antologica Legends of the Dark Knight. I tre albi, Follia (con il Cappellaio Matto, Barbara e James Gordon), Scelte (con lo Spaventapasseri) e Fantasmi (con Poison Ivy, Joker e Lucius Fox), erano stati supervisionati da Archie Goodwin, all'epoca editore della DC Comics, che consigliò loro di approfondire le vicende legate al personaggio di Carmine "Il Romano" Falcone nella miniserie Batman: Anno uno. Goodwin affermò che Frank Miller, l'autore originale della storia, non aveva intenzione di riprendere il personaggio e consigliò alla coppia di farlo loro stessi. Loeb fu immediatamente affascinato dall'idea di calare il genere dei film noir all'interno delle ambientazioni metropolitane e urbanistiche offerte da Gotham City, ma prima di iniziare chiese la benedizione di Miller, che approvò il progetto. Il collega Mark Waid gli suggerì di concentrarsi sul personaggio di Harvey Dent prima che diventasse Due Facce, un aspetto che non era stato toccato dall'originale Anno Uno, mentre fu Goodwin stesso a inventare il titolo The Long Halloween. Da Anno uno Loeb raccolse anche diversi informazioni per ricostruire l'albero genealogico delle due famiglie protagoniste nella serie, i Falcone e i Maroni.
La lunga notte di Halloween si snoda nel corso di un intero anno, il primo di attività di Batman, ramificandosi in tredici numeri, ognuno dei quali è dedicato ad una festività. L'idea, proposta da Mike Friedrich, sceneggiatore DC e creatore della serie indipendente Star Reach, permise all'autore di scrivere una storia di più ampio respiro, come ebbe modo di dire lo stesso Loeb: «Più grande è la tela, più pittura puoi gettarci sopra». Per esempio, il settimo numero, Pesce d'aprile, è interamente dedicato alle ipotesi suggerite a Falcone dall'Enigmista e a come quest'ultimo avrebbe risolto il mistero di Festa. Loeb affermò che in una miniserie un numero del genere non sarebbe stato possibile a causa dello scarso numero di pagine che si ha a disposizione per l'approfondimento psicologico dei personaggi e per lo svolgimento della storia. Lo scrittore voleva unire a un giallo un senso di epicità, con l'inserimento di sotto-trame e falsi indizi atti ad arricchire la lettura.

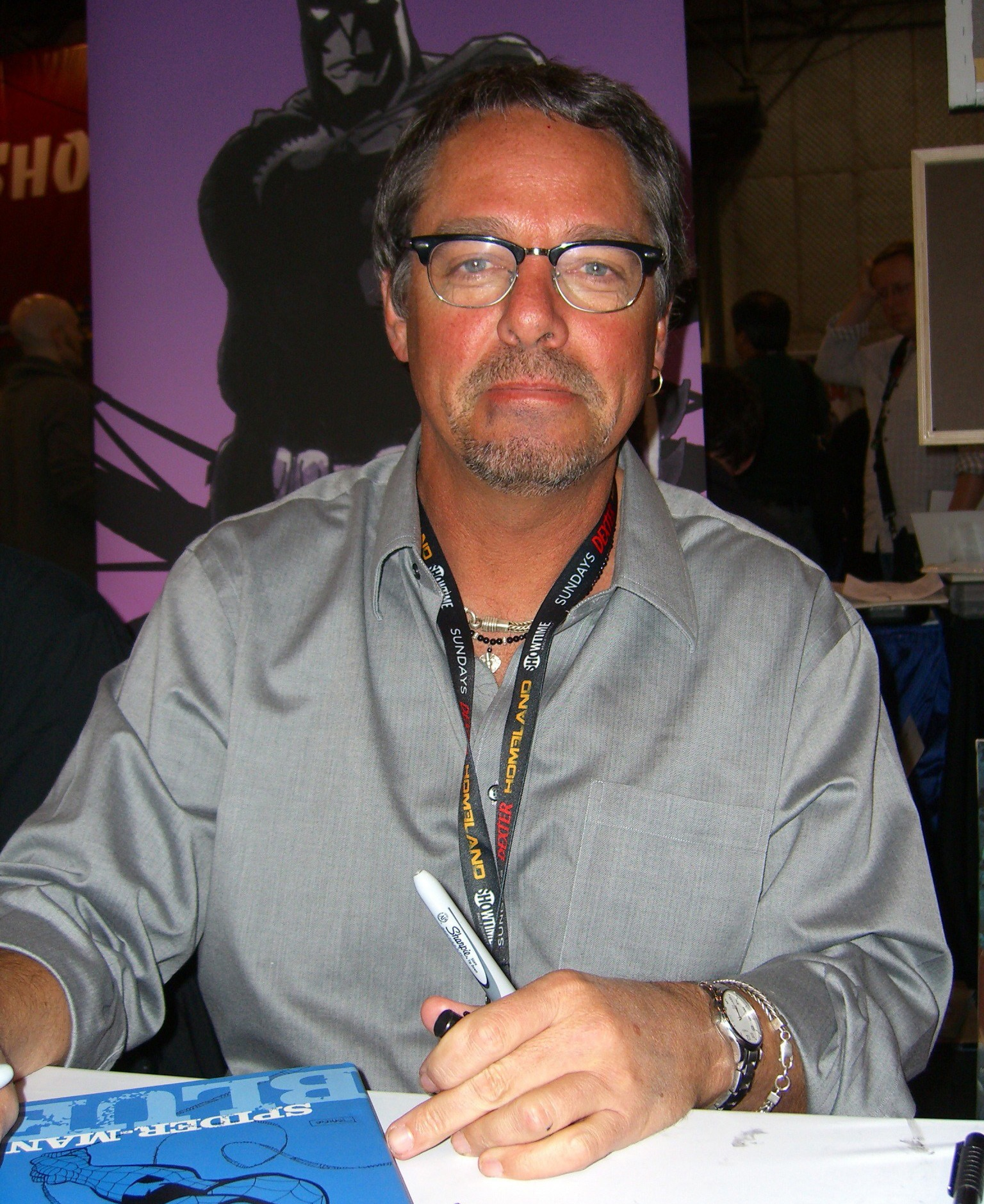
Tim Sale nel 2011

Per quanto riguarda l'apparato grafico, Tim Sale fu dall'inizio il disegnatore scelto, contribuendo a saldare il duo artistico con Loeb (i due avrebbero poi collaborato a moltissimi progetti, sia per la DC Comics che per la Marvel, come Spider-Man: Blue, Daredevil: Yellow, Hulk: Gray e Catwoman: When in Rome). Sale fu entusiasta della sceneggiatura di Loeb, tanto da dichiarare che «c'era qualcosa in ogni pagina de La lunga notte di Halloween che non vedevo l'ora di disegnare». Il personaggio di Jim Gordon, uno dei più divertenti da disegnare per Sale, fu basato graficamente su Goodwin, mentre per la realizzazione di Gotham City, l'obiettivo dell'artista era di ottenere una Gotham viva e pulsante, come fosse un altro personaggio presente nella storia. Dovendo tuttavia seguire le direttive della casa editrice, prese spunto dal lavoro fatto dallo scenografo Anton Furst su Batman, che gli valse un premio Oscar per la migliore scenografia, per riprodurre una città cupa e claustrofobica.
Sale ammise che la parte che più preferiva ritrarre era il costume di Batman e in particolare il mantello, perché oltre a essere un simbolo del personaggio, è l'elemento sul quale si può maggiormente imprimere il proprio stampo e la propria visione dell'eroe. Secondo il disegnatore, infatti, ogni artista che abbia mai disegnato Batman ha rappresentato il costume in maniera personale. Tra le interpretazioni preferite da Sale compaiono quella di Neal Adams, della quale Sale ritiene il mantello troppo regale, e quella di David Mazzucchelli, ancorata alla realtà e priva di fronzoli. L'artista ammise che il "suo" mantello si colloca tra queste due varianti: scomposto e con molte code finali. Sale, inoltre, vide il capo di vestiario come un organismo vivente e lo usò per riflettere i cambiamenti di stati d'animo della storia. Nelle scene di dialogo, infatti, disegnò un mantello dimesso e spartano, mentre in quelle più imponenti, aumentò la quantità di tessuto per dare un effetto drammatico e scenografico alla tavola. Non abituato a usare le linee di movimento, adoperò il mantello anche come strumento per mostrare il dinamismo di Batman. Per i larghi vestiti neri in stile rétro indossati da Bruce Wayne, invece, Sale si ispirò alle star cinematografiche degli anni quaranta come Robert Mitchum, Burt Lancaster e Kirk Douglas, che l'artista vedeva come dei perfetti modelli per Wayne, grazie alla loro capacità di trasmettere potere ed eleganza allo stesso tempo.
Il lettering venne curato da Richard Starkings, pioniere del settore che introdusse negli anni novanta il lettering al computer.

## Tematiche

### Cambiamenti
Una delle tematiche più importanti della saga, che l'accomuna all'opera che viene spesso citata al suo interno, Il padrino, è quella del cambiamento e del ruolo che il tempo ha in queste modificazioni dello status quo.
Batman, in questo senso, al suo primo anno di attività, è l'icona di un drastico cambiamento che sta investendo la città di Gotham e i segni sono ravvisabili fin dai primi numeri, in cui Loeb mette in scena molti dei cattivi più famosi di Batman, atti a simboleggiare la transizione da semplici ladri ad antagonisti con superpoteri o abilità speciali. Lo stesso Jim Gordon sembra sottoporre la questione all'attenzione di Batman nel terzo numero, Natale, quando, visitando il manicomio di Arkham Asylum, afferma: «Sono così tanti. Da quando sei apparso sono quasi raddoppiati. Non che ci sia una correlazione diretta, ma... Ci pensi mai?». La presenza di Batman sembra tirare fuori il peggio dai criminali della città e il problema inizia ora a essere quello delle nuove menti criminali, intellettualmente al pari di Batman e non più la minaccia fisica delle organizzazioni illecite come la mafia. Lo stesso Carmine Falcone si lamenta in varie occasioni della quantità sempre più alta di queste nuove figure, che egli chiama freaks (mostri), salvo poi assoldarne uno, l'Enigmista, per tentare di risolvere il mistero.
Altro cambiamento importante è la relazione di Batman con Gordon e Dent. Da sodalizio lavorativo il loro rapporto diventa una solida amicizia, che poi degenera a causa dell'incidente di Harvey. Nel corso della storia, anche la città si modifica, diventando, nel tredicesimo numero, un luogo paradossalmente più freddo e inospitale.

### Il doppio
Una tematica che scorre attraverso i tredici numeri della serie, emergendo chiaramente soltanto nel finale è quella legata al doppio e al numero due, riferimento al personaggio di Due Facce, ossessionato dalla dualità. Sparsi nella storia si trovano, infatti, svariati accenni alla questione, ma è nell'ultimo numero che Harvey, oltre a sparare due colpi in testa a Falcone, afferma come ci fossero stati due Festa, frase successivamente interpretata da Batman come una confessione di Dent: quest'ultimo, uccidendo Falcone, è a sua volta diventato Festa. Il finale a sorpresa sembra però mettere in dubbio questa affermazione. Gilda, la moglie di Harvey, ammette infatti di essere stata lei la vera Festa e che Harvey ha proseguito gli omicidi da quello di Alberto in poi.
L'ambiguità della soluzione, emersa sempre attraverso la tematica del numero due (riferita in questo caso ai due possibili Festa originari, Gilda o Alberto), scatenò tra gli appassionati e gli addetti al lavoro un'accesa discussione nei forum, tra cui quello ufficiale della DC Comics, sulla risoluzione del mistero. I lettori si divisero tra "Albertisti", sostenitori della teoria che vede Alberto Falcone come il killer Festa, e "Gildisti", propensi invece all'ipotesi di Gilda Dent nei panni dell'assassino. Perfino molte riviste dedicate ai fumetti proposero le loro ipotesi al riguardo, tra cui Wizard, che pubblicò la tesi secondo la quale sia Alberto che Gilda sono stati Festa. Loeb non fornì alcuna interpretazione ufficiale e, anzi, disseminò molti indizi che avallavano la tesi dei Gildisti. Tuttavia, la teoria accettata dall'opinione comune è quella di Wizard, in cui il ruolo di Festa è ricoperto da entrambi.

## Distribuzione

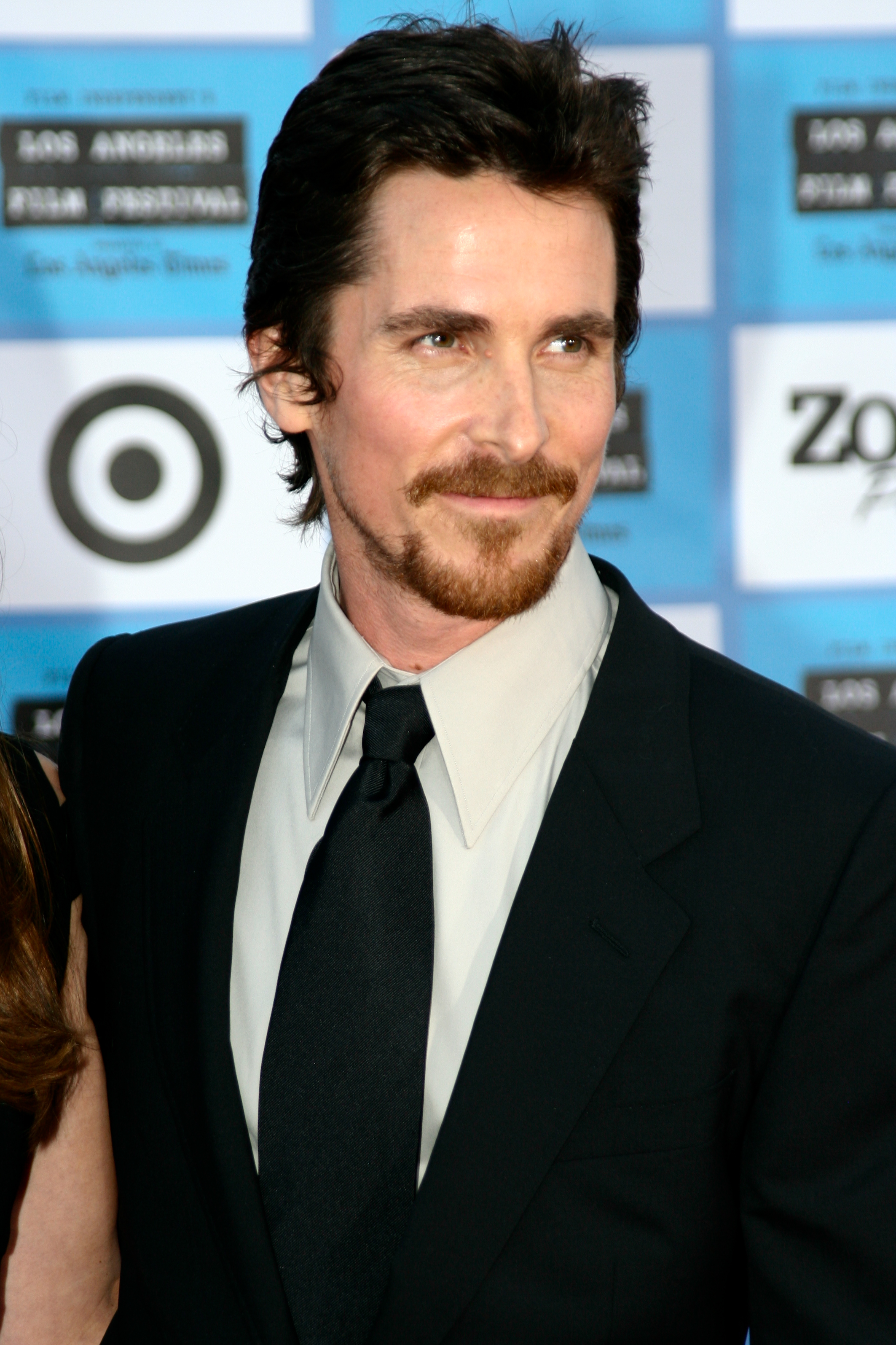
Il lungo Halloween, insieme a Vittoria oscura, è la saga preferita dall'attore Christian Bale, interprete di Batman nei film di Christopher Nolan

La serie La lunga notte di Halloween consiste in tredici numeri, presentati tra l'ottobre 1996 e l'ottobre 1997. Il primo e l'ultimo capitolo, Crimine e Punizione, sono lunghi 47 pagine, il doppio di un normale albo americano. Nel 1999 la saga venne pubblicata in formato tascabile, accompagnata da un'introduzione di Jeph Loeb. Il volume acquisì popolarità con il passare degli anni, tanto da rimanere stabilmente nella classifica delle trecento graphic novel più vendute in America. Venne inoltre incluso nella lista dei trenta migliori prodotti DC, mentre Wizard lo definì «uno dei miglior volumi di tutti i tempi».
Nel 2007 venne messa in vendita l'edizione Absolute Edition, con copertina rigida, in grande formato e una serie di contenuti supplementari, tra cui una conversazione tra Christopher Nolan e David S. Goyer, un'intervista con gli autori, una sezione dedicata alla serie di action figure basate sulla saga, schizzi di Sale, proposte e concetti iniziali, una galleria di copertina e una sequenza di quattro pagine tagliata dall'edizione originale. Il volume ricevette il plauso della critica, grazie alle dimensioni maggiori e alla nitidezza delle immagini, costituendo «il perfetto esemplare da collezione per ogni libreria».
In Italia i tredici episodi furono pubblicati nel 1998 dalla Play Press con il titolo La lunga notte di Halloween, all'interno del quindicinale Batman (n. 63-74). In fase di montaggio, vennero poi apportate delle modifiche editoriali: Festa della Mamma venne accorpato con Festa del Papà e Il compleanno del Romano venne presentato all'unisono con Festa del lavoro. La saga è stata in seguito chiamata Il lungo Halloween dalla casa editrice Planeta DeAgostini nel volume cartonato uscito nell'aprile 2008. Il cartonato venne valutato positivamente dagli addetti ai lavori, nonostante alcune imperfezioni nella traduzione; la Planeta ristampò il volume nella collana Batman: La leggenda (n. 63-65). RW Edizioni pubblicò una versione deluxe della serie nel luglio 2014, con una serie di interviste e contenuti ripresi dalla rispettiva versione Absolute statunitense del 2007.

## Accoglienza e riconoscimenti
Batman: Il Lungo Halloween ricevette il plauso quasi unanime della critica e del pubblico, divenendo «una delle più belle storie di Batman mai scritte». Alcuni critici apprezzarono il fatto che Loeb avesse trattato Batman come un vero detective, capace anche di sbagliare e commettere errori, mentre altri trovarono nel legame che unisce l'eroe con Gordon e Dent il punto di forza della serie e lo sviluppo della loro amicizia fu visto da molti come la tematica predominante nei tredici numeri della saga. Similmente, le tavole di Tim Sale vennero applaudite per il loro stile noir, cinematografico e per il tratto fortemente caratteristico.
Il sito The 11th Hour lodò la visione del personaggio di Loeb, in grado di creare un grande giallo, ma allo stesso tempo una storia su Batman. Venne apprezzato l'uso del punto di vista interno al protagonista e la rielaborazione dei nemici dell'eroe, resi ancora più inquietanti dai disegni di Tim Sale, il quale venne elogiato per le illustrazioni anni quaranta e per l'impostazione cinematografica. Il sito spese parole di elogio anche per la vasta gamma di neri adoperata dal colorista Gregory Wright. Danny Graydon, su Amazon.com, scrisse: «The Long Halloween è una delle poche storie in grado di catturare con estrema chiarezza lo spirito di Batman», mentre il sito IGN raccomandò la lettura in volume, in quanto i singoli numeri «scorrono via troppo velocemente», trovando azzeccato il tono cupo e desolante del finale.
Nel 2009, il sito Comic Book Resources espresse un parere di segno opposto, criticando lo sviluppo narrativo, il continuo alternarsi della narrazione in prima e terza persona e il fatto che Batman non sembri alle prime armi, ma sia il classico eroe infallibile. Il sito fu invece benevolo nei confronti di Sale, il cui unico difetto sembra essere quello di «disegnare un Batman orribile». Al contrario Comic Us, in occasione dell'uscita del volume cartonato edito dalla Planeta, scrisse una recensione molto positiva, in cui si sottolineò la sinergia tra i due autori come uno dei punti di forza della saga: «È difficile parlare di scrittura e illustrazione come due processi distinti. [...] Nel risultato finale i due momenti si amalgamano con rara naturalezza, fino ad apparire un unico passaggio». Il sito aggiunse che la struttura solida e ricca di rimandi, insieme alla resa espressionistica dei personaggi, costituì un ottimo esempio di narrazione.
Tra i riconoscimenti ottenuti dalla serie, compaiono il quinto posto nella lista delle venticinque migliori storie di Batman stilata da IGN, l'inserimento nella lista dei trenta migliori prodotti DC Comics, e due Eisner Award, per la migliore miniserie e per il migliore album grafico – ristampa, rispettivamente nel 1998 e nel 1999.

## Citazioni e riferimenti
- Molte sono le citazioni disseminate nel corso della saga nei confronti de Il padrino: la famiglia Falcone è plasmata sul modello della famiglia Corleone: Carmine riprende fisicamente il personaggio di Vito, la brutalità della figlia Sofia è simile a quella di Sonny e Alberto è una fusione tra Fredo e Michael;[21] la prima sequenza di entrambe le storie è ambientata durante un matrimonio, con un personaggio che afferma di credere in qualcosa (Gotham City per Bruce Wayne, l'America per Amerigo Bonasera);[21] Peter Clemenza dà a Michael una lezione di cucina improvvisata in cui gli insegna a preparare una salsa con pomodoro, salsiccia e zucchero, proprio come quella che Carmine propone ad Alberto durante la festa del ringraziamento.
- In originale la frase Couldn't we make it special, Mother? («Non potremmo renderla speciale, mamma?»), presente nell'ottavo numero, costituisce una citazione dello speciale Fantasmi, apparso in Legends of the Dark Knight.[38]
- Le descrizione dello Spaventapasseri e del Cappellaio Matto sono identiche a quelle apparse negli speciali di Halloween, Scelte e Follia, di Legends of the Dark Knight.[39]
- Nel nono numero, parte dei dialoghi dello Spaventapasseri derivano dalla filastrocca inglese Pat-a-cake, pat-a-cake, baker's man.
- Il coroner che viene ucciso nel decimo numero si chiama Jasper Dolan, lo stesso cognome del commissario in The Spirit, opera di Will Eisner. Sale dichiarò che per le fattezze di Dolan si era basato su quelle dello stesso Eisner.[2]
- Durante la fuga nelle fogne, Harvey recita a memoria la filastrocca Solomon Grundy.
- Nel decimo numero, il Cappellaio Matto e Catwoman citano più volte il testo Le avventure di Alice nel Paese delle Meraviglie di Lewis Carroll.

### Citazioni e parodie

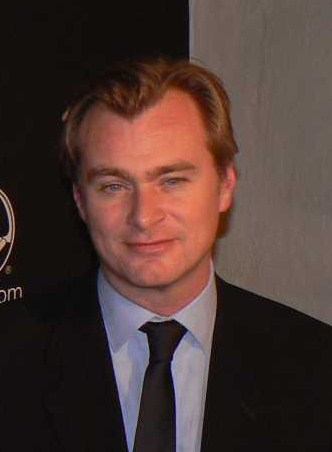
Christopher Nolan, regista di Batman Begins e Il cavaliere oscuro

- Batman: Vittoria oscura cita diverse battute apparse in Il lungo Halloween, come «Fa caldo, ma non tanto come la notte in cui Johnny Viti si è sposato» o «Due colpi alla testa, per come la vedo io a un bravo ragazzo non sarebbe successo».
- Lo scontro tra Batman e Alberto nell'ultimo numero verrà ripreso in Vittoria oscura dal punto di vista del giovane Falcone.
- In Catwoman: When in Rome viene ripresa la battuta appartenuta a Selina Kyle: «Immagino equivalga ad un "Grazie per avermi salvato la vita"».
- Nell'ottobre 2007, come parte della campagna virale de Il cavaliere oscuro, sul sito WhySoSerious.com comparve una zucca di Halloween la cui metà di destra progressivamente marcì, riferimento al volto di Due Facce rappresentato sulla copertina del tredicesimo numero.[40]
- Nel videogioco del 2011 Batman: Arkham City, uno dei costumi alternativi di Catwoman è modellato su quello che appare in Il lungo Halloween.[41]

## Impatto culturale
The Long Halloween generò due seguiti, Batman: Vittoria oscura (2000) e Catwoman: When in Rome (2004), entrambi accolti positivamente da critica e pubblico. Loeb proseguì, inoltre, la sua visione del personaggio nella saga Batman: Hush, insieme a Jim Lee, in cui il rapporto sentimentale tra Batman e Catwoman è sviluppato e portato a conclusione dall'autore.
The Long Halloween fu una delle tre opere che ispirò il film Batman Begins (insieme a Batman: The Man Who Falls e Anno uno). Il regista Christopher Nolan e lo sceneggiatore David S. Goyer furono influenzati dallo stile cinematografico della serie, dalle tematiche affrontate e dall'approccio serio e realistico. L'opera si adattava alle loro idee essendo anche l'ideale complemento ad Anno uno, storia usata come primo punto di partenza per la sceneggiatura.
Molti degli elementi, come la sotto-trama che coinvolge Harvey Dent e il suo rapporto con Batman furono inizialmente previsti, ma tagliati in fase di pre-produzione per evitare un eccesso di antagonisti (il personaggio di Rachel Dawes servì a colmare questo vuoto). Vennero in seguito ripresi per il sequel Il cavaliere oscuro, che ne rivisita tra l'altro molte sequenze e spunti: la frase «Io credo in Harvey Dent», l'ossessione di Dent della mafia e la scena del trasferimento del prigioniero. La saga ebbe quindi un forte impatto sui due film, che, secondo lo stesso Nolan (autore tra l'altro della prefazione presente nelle ultime edizioni in volume di questo fumetto), risentono di tematiche simili e sono legate assieme da un'ispirazione comune. La copertina dell'ultimo numero, ritraente una zucca di Halloween marcia da un lato venne addirittura citata all'interno della campagna virale del film.
The Long Halloween ha ispirato la prima metà della quarta stagione della serie televisiva Gotham.